# Arnoud Okken
Arnoud Okken (ur. 20 kwietnia 1982 w Doetinchem) – holenderski lekkoatleta, specjalizujący się w biegu na 800 metrów. 
Najważniejszym jego osiągnięciem jest halowe mistrzostwo Europy (Birmingham 2007). W 2001 zdobył srebrny medal mistrzostw Europy juniorów rozegranych we włoskim Grosseto.

## Rekordy życiowe
- bieg na 800 metrów – 1:45,64 (2001)
- bieg na 800 m (hala) – 1:46,27 (2005)
- bieg na 1000 metrów – 2:17,30 (2010)
- bieg na 1000 metrów (hala) – 2:18,75 (2007)